# Карасик, Абрам Лазаревич
Абрам Лазаревич Карасик (16.03.1908 в Злынке Брянской области — 23.10.1958 Ленинград) — художник-график, иллюстратор детских книг.
Учился во Вхутеине в Ленинграде (1925-30) у А. И. Савинова, К. С. Петрова-Водкина, А. А. Рылова, по результатам дипломной работы присвоено звание художника монументальной живописи.
Участник выставок с 1931. Был членом ОМАХР (1929-30), АХР (1930-32). Иллюстрировал и оформлял книги для Детгиза, Учпедгиза и Лениздата.
В 1932—41 оформлял к революционным праздникам улицы и площади Ленинграда.
С 1941 года участник ВОВ, орденоносец.
В Музее Великой Октябрьской социалистической революции (СПб) хранится его работа «Национализация нефтяной промышленности в Баку в 1918 году» (акв., гуашь, 1956).
Похоронен на Преображенском еврейском кладбище

## Периодика
- «Вечерний Ленинград», 29.7.1953 («Выставка произведений ленинградских художников в Москве»).
- Журнал «Нева», рисунки: 1956, № 4, с. 50; 1957, № 1, с. 143—150; № 9, с. 90.

## Иллюстрации
- «Товарищ Серп» В. А. Смирнова (1941)
- Марьенков, Михаил. Знак дружбы : Повесть : [Для сред. возраста] Рис. А. Карасика. — Москва ; Ленинград : изд-во и 2-я ф-ка дет. книги Детгиза, 1950 (Ленинград). — 128 с.
- Щербаков, Дмитрий Иванович. Мои путешествия : (Как я стал географом) : [Для сред. и старш. возраста] / Рис. А. Карасика. — Москва ; Ленинград : Детгиз, 1951. — 144 с.
- «Чукотка» Т. 3. Семушкина (1951)
- «Северный олень» Н. В. Глейзарова (1952)
- Семин, Леонид Павлович. Вторая весна : [Рассказы] : [Для младш. возраста] / Рис. А. Карасика. — Москва ; Ленинград : Детгиз, 1952. — 56 с.
- Августынюк, Александр Иванович. Серебряный паровоз : Повесть : [Для мл. и сред. возраста] / Рис. А. Карасика и В. Тамби. — Москва ; Ленинград : Детгиз, 1953. — 116 с.
- Кукушкин, Василий Николаевич. До новой встречи : [Повесть] / [Ил.: А. Л. Карасик]. — Ленинград : Лениздат, 1954. — 276 с.
- Караев, Георгий Николаевич. 60-я параллель : Роман : [Для старш. возраста] / Г. Н. Караев, Л. В. Успенский ; Рис. А. Карасика. — Ленинград : Детгиз, 1955. — 728 с.
- Владимир Лифшиц. Стихи детям. Л.: Ленинградское газетно-журнальное и книжное издательство, 1955 г. Страниц: 120
- Богданович, Татьяна Александровна. Горный завод Петра Третьего. (Пугачевцы на Урале) Пугачевцы на Урале : [Повесть] [Ил.: А. Карасик]. — Ленинград : Детгиз. [Ленингр. отд-ние], 1956. — 240 с.
- Бианки, Виталий Валентинович. Повести и рассказы : [Для сред. и старш. возраста] / [Предисл. Г. Гроденского]; [Ил.: А. Карасик и др.]. — Ленинград : Детгиз. [Ленингр. отд-ние], 1956. — 461 с.
- В. Аланов. «Петька Дёров» Л.: Детгиз, 1956 г. Серия: Библиотека приключений и научной фантастики (Детлит) 280 с.
- «Искатели». Даниил Гранин; [иллюстрации: А. Л. Карасик]. — Ленинград : Лениздат, 1957. — 443 с.
- Леманис, Индрикис Кришьянович. Мать : Рассказ : [Для сред. и старш. возраста] / Пер. с латыш. В. Зариной; [Ил.: А. Карасик]. — Ленинград : Детгиз. [Ленингр. отд-ние], 1957. — 47 с.
- Малкина, Ида Львовна. Шелковый дождик : Рассказы / [Ил.: А. Л. Карасик]. — Ленинград : Лениздат, 1958. — 120 с.
- Петров, Л.С. «Черное золото» (О нефти) / Рис. А. Карасика. Детгиз, 1958. — 32 с.
- Аланов, Виктор Яковлевич. Петька Деров : Повесть : [Для сред. возраста] / [Ил.: А. Карасик]. — Ташкент : Учпедгиз УзССР, 1959. — 284 с.
- Высоковский, Константин Игнатьевич. Зайчишка : [Рассказы в стихах] : [Для дошкольного возраста] / Рис. А. Линдеберга и А. Карасика. — Ленинград : Детгиз. [Ленингр. отд-ние], 1961. — 28 с.
- Дубровский, Евгений Васильевич. Лесные тропы : [Рассказы] / [Ил.: А. Карасик]. — Ленинград : Детгиз. [Ленингр. отд-ние], 1962. — 204 с.